# 普林斯敦 (紐約州)
普林斯敦（英語：Princetown）是一個位於美國紐約州斯克內克塔迪縣的鎮。

## 人口
根據2020年美國人口普查的數據，普林斯敦的面積為62.71平方千米，當中陸地面積為61.97平方千米，而水域面積為0.74平方千米。當地共有人口2021人，而人口密度為每平方千米32人。